# Luj II. od Chinyja
Luj II. (francuski: Louis II; umro prije 1066.) bio je belgijski plemić francuskog podrijetla, grof Chinyja.

## Obitelj
Grof Luj je bio sin grofa Luja od Verduna i njegove supruge, gospe Adelajde te unuk grofa Otona I. Supruga Luja II. bila je gospa Sofija te su imali dva sina; stariji sin im je bio Arnoul, grof Chinyja, a mlađi redovnik Manaše.

## Legenda
Prema legendi, grof Luj je volio loviti te je stoga održavao natjecanja u lovu na svom posjedu. Na imanju je dao sagraditi i svetište pokraj "svetog izvora" te su mnogi hodočastili kako bi posjetili izvor i svetište. Lujev je sin Arnoul pozvao neke redovnike iz Italije te su oni osnovali samostan u blizini.